# A magyar női labdarúgó-válogatott 2013. október 26-i mérkőzése
Előző mérkőzés - Következő mérkőzés
A magyar női labdarúgó-válogatott világbajnoki-selejtező mérkőzése Ausztria ellen, 2013. október 26-án Budapesten, amely 3–0-s osztrák győzelemmel ért véget.

## Keretek
| Magyarország      | Magyarország | Magyarország | Magyarország     |
| Név               | Kor          | Vál./Gól     | Klub             |
| ----------------- | ------------ | ------------ | ---------------- |
| Szőcs Réka        | 23 éves      | 44 / 0       | MTK Hungária     |
| Németh Júlia      | 22 éves      | 4 / 0        | Ferencvárosi TC  |
| Kovács Klaudia    | 22 éves      | 6 / 0        | Astra Hungary FC |
| Szeitl Szilvia    | 26 éves      | 48 / 1       | 1. FC Femina     |
| Tálosi Szabina    | 24 éves      | 43 / 4       | FC Südburgenland |
| Tóth II Alexandra | 21 éves      | 32 / 0       | Viktória FC      |
| Demeter Réka      | 22 éves      | 29 / 0       | MTK Hungária     |
| Szabó Viktória    | 16 éves      | 7 / 0        | Ferencvárosi TC  |
| Mosdóczi Evelin   | 19 éves      | 3 / 0        | Ferencvárosi TC  |
| Pincze Gabriella  | 24 éves      | 0 / 0        | Astra Hungary FC |
| Szabó Boglárka    | 20 éves      | 26 / 1       | Astra Hungary FC |
| Smuczer Angéla    | 31 éves      | 87 / 2       | MTK Hungária     |
| Csiszár Henrietta | 19 éves      | 21 / 2       | MTK Hungária     |
| Palkovics Nóra    | 18 éves      | 8 / 0        | MTK Hungária     |
| Sipos Lilla       | 21 éves      | 31 / 5       | FC Südburgenland |
| Zágor Bernadett   | 23 éves      | 28 / 2       | MTK Hungária     |
| Pádár Anita       | 34 éves      | 111 / 41     | MTK Hungária     |
| Vágó Fanny        | 22 éves      | 49 / 26      | MTK Hungária     |
| Kaján Zsanett     | 16 éves      | 9 / 3        | Ferencvárosi TC  |
| Jakabfi Zsanett   | 23 éves      | 18 / 10      | VfL Wolfsburg    |
| Zeller Dóra       | 18 éves      | 4 / 2        | Ferencvárosi TC  |

| Ausztria              | Ausztria | Ausztria | Ausztria          |
| Név                   | Kor      | Vál./Gól | Klub              |
| --------------------- | -------- | -------- | ----------------- |
| Manuela Zinsberger    | 18 éves  | 0 / 0    | SV Neulengbach    |
| Susanne Kucera        | 22 éves  | ? / ?    | SKV Altenmarkt    |
| Verena Aschauer       | 19 éves  | ? / ?    | BV Cloppenburg    |
| Virgina Kirchberger   | 20 éves  | ? / ?    | BV Cloppenburg    |
| Julia Tabotta         | 19 éves  | ? / ?    | FSK St. Pölten    |
| Elisabetha Tieber     | 23 éves  | ? / ?    | SK Sturm Graz     |
| Katja Trödthandl      | 24 éves  | ? / ?    | SV Neulengbach    |
| Carina Wenninger      | 22 éves  | ? / ?    | Bayern München    |
| Laura Feiersinger     | 20 éves  | ? / ?    | Bayern München    |
| Heike Manhart         | 20 éves  | ? / ?    | Viktória FC       |
| Jennifer Pöltl        | 20 éves  | ? / ?    | ETSU Buccaneers   |
| Nadine Prohaska       | 23 éves  | ? / ?    | FSK St. Pölten    |
| Jelena Prvulovic      | 19 éves  | ? / ?    | USC Landhaus Wien |
| Sarah Puntigam        | 21 éves  | ? / ?    | SC Kriens         |
| Viktoria Schnaderbeck | 22 éves  | ? / ?    | Bayern München    |
| Nicole Billa          | 17 éves  | 0 / 0    | FSK St. Pölten    |
| Nina Burger           | 25 éves  | ? / ?    | SV Neulengbach    |
| Lisa Makas            | 21 éves  | ? / ?    | FSK St. Pölten    |

 megjegyzés: Az adatok a mérkőzés napjának megfelelőek!

## Az összeállítások
| 2013. október 26. 17:00 |

| Magyarország | 0–3   | Ausztria                                   |
| ------------ | ----- | ------------------------------------------ |
|              | (0–2) | Wenninger 7' Demeter 35' (öngól) Makas 55' |

| Bozsik Stadion, Budapest Játékvezető: Morag Pirie (SCO) |

| Magyarország | Ausztria |

| MAGYARORSZÁG:        |    |                   |     |
|                      |    |                   |     |
| K                    | 1  | Szőcs Réka        |     |
| V                    | 9  | Szeitl Szilvia    |     |
| V                    | 4  | Tóth II Alexandra |     |
| V                    | 17 | Demeter Réka      | 63' |
| V                    | 20 | Szabó Viktória    |     |
| VKP                  | 3  | Csiszár Henrietta | 72' |
| VKP                  | 16 | Szabó Boglárka    |     |
| TKP                  | 13 | Jakabfi Zsanett   |     |
| TKP                  | 21 | Zágor Bernadett   | 55' |
| TKP                  | 11 | Kaján Zsanett     |     |
| CS                   | 10 | Vágó Fanny        |     |
| Cserék:              |    |                   |     |
| K                    | 22 | Németh Júlia      |     |
| V                    | 18 | Tálosi Szabina    | 63' |
| KP                   | 19 | Palkovics Nóra    |     |
| KP                   | 6  | Smuczer Angéla    |     |
| KP                   | 7  | Sipos Lilla       |     |
| CS                   | 8  | Pádár Anita       | 72' |
| CS                   | 5  | Zeller Dóra       | 55' |
| Szövetségi kapitány: |    |                   |     |
| Vágó Attila          |    |                   |     |

| AUSZTRIA:            |    |                       |     |
|                      |    |                       |     |
| K                    | 1  | Manuela Zinsberger    |     |
| V                    | 14 | Heike Manhart         |     |
| V                    | 7  | Carina Wenninger      |     |
| V                    | 15 | Virginia Kirchberger  |     |
| V                    | 13 | Verena Aschauer       |     |
| KP                   | 18 | Laura Feiersinger     | 84' |
| KP                   | 11 | Viktoria Schnaderbeck |     |
| KP                   | 17 | Sarah Puntigam        | 70' |
| KP                   | 8  | Nadine Prohaska       |     |
| CS                   | 20 | Lisa Makas            | 78' |
| CS                   | 10 | Nina Burger           |     |
| Cserék:              |    |                       |     |
| K                    | 21 | Susanne Kucera        |     |
| V                    | 2  | Julia Tabotta         |     |
| V                    | 19 | Elisabeth Tieber      |     |
| KP                   | 3  | Jennifer Pöltl        | 70' |
| KP                   | 5  | Katja Trödthandl      | 84' |
| KP                   | 6  | Jelena Prvulovic      |     |
| CS                   | 9  | Nicole Billa          | 78' |
| Szövetségi kapitány: |    |                       |     |
| Dominik Thalhammer   |    |                       |     |

## A mérkőzés
| „             | Szorosabb meccset vártam, de el kell ismerni, hogy az ellenfél jelenleg jobb játékerőt képvisel nálunk. A gyors kapott gól után elvesztettük a fonalat, futnunk kellett az eredmény után, nem tudtuk azt a játékot hozni, amit elterveztünk. Most az a feladatunk, hogy a kötelező győzelmeket megszerezzük, elsőként jövő héten a bolgárok ellen, ennek érdekében elsősorban mentálisan kell rendbe hozni a játékosokat. Az idei három meccsre legalább hét pontot terveztünk, ezt sajnos már nem tudjuk elérni, de a következő két selejtezőn végig dominálnunk kell, és érvényre kell juttatnunk a papírformát. | ” |
| – Vágó Attila | |   |

## Örökmérleg a mérkőzés után
| Magyarország | :         | Ausztria |
| ------------ | --------- | -------- |
| 7            | Győzelem  | 4        |
| 2            | Döntetlen | 2        |
| 29           | Gólok     | 16       |
| 23/39        | Pontok    | 14/39    |
| 59           | %         | 36       |